# Небула (киновселенная Marvel)
Не́була (англ. Nebula) — персонаж медиафраншизы «Кинематографическая вселенная Marvel» (КВМ), основанный на одноимённом персонаже Marvel Comics.
Является синекожей инопланетной воительницей, которая является одновременно и приёмной дочерью Таноса, который убил её кровную семью, и приёмной сестрой Гаморы, с которой она выросла и развила ожесточённое соперничество. Со временем она предаёт Таноса и присоединяется к своей сестре, а затем и в команду «Мстители». После окончательной победы над Таносом вступает в команду «Стражи Галактики», и после конфликта с Высшим Эволюционером остаётся на Забвении, покидая команду.
Роль Небулы в КВМ исполняет шотландская актриса Карен Гиллан. Впервые Небула появляется в фильме «Стражи Галактики» (2014) и в дальнейшем становится одной из второстепенных фигур в КВМ, появившись в шести фильмах и одном специальном выпуске по состоянию на 2023 год.
Альтернативные версии Небулы в рамках Мультивселенной КВМ появляются в фильме «Мстители: Финал» (2019), а также в мультсериале «Что, если…?» (2021), где их озвучивает Карен Гиллан.
Персонаж получил положительные отзывы, особенно за выступление Гиллан и искупительную сюжетную арку антигероя; было отмечено её отличие от своей версии в комиксах, где Небула почти исключительно изображена как злодейка.

## Концепция и создание

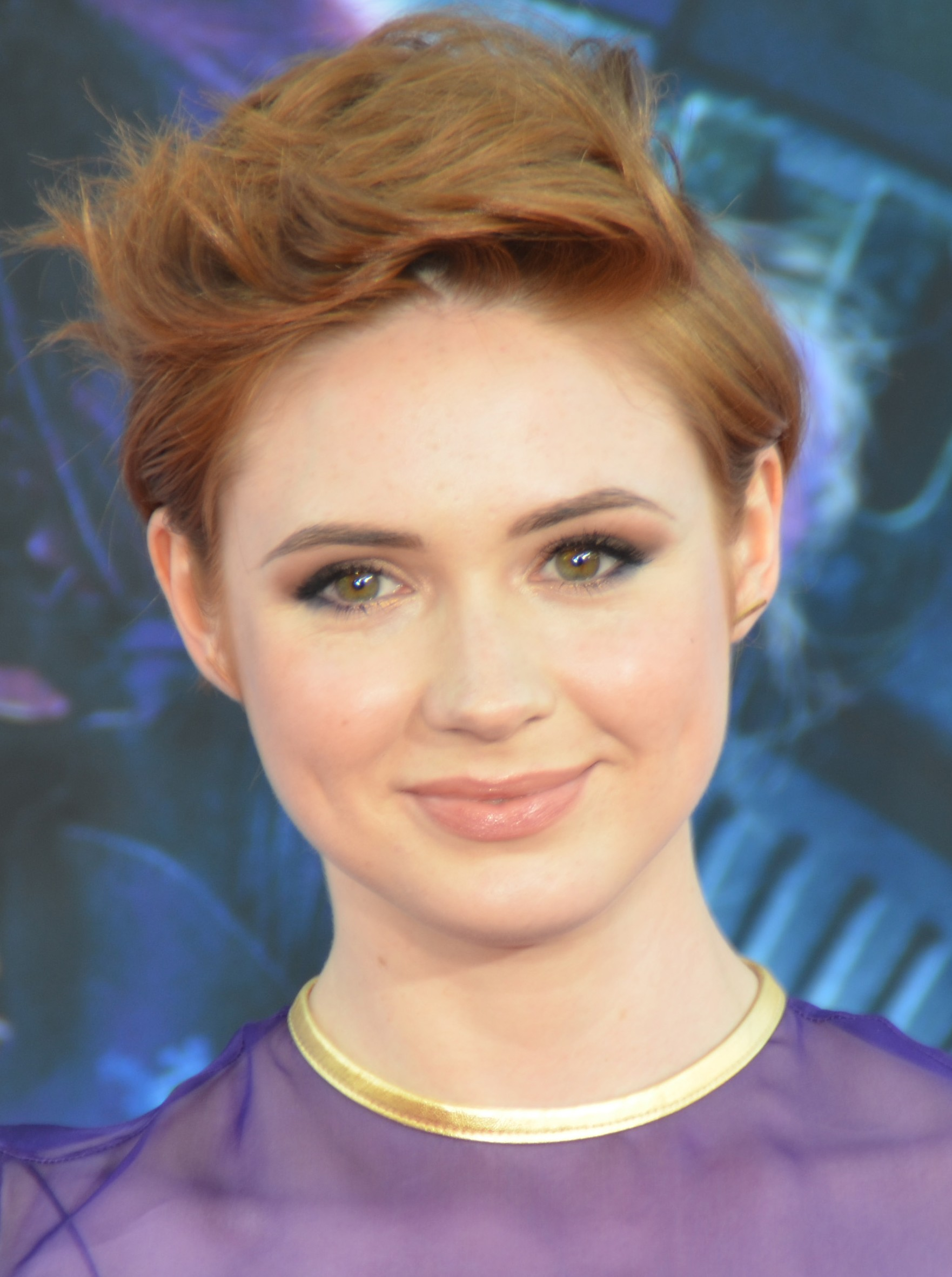
Гиллан в июле 2014 года на премьере «Стражей Галактики»

Версия Небулы из комиксов была создана писателем Роджером Стерном и художником Джоном Бусемой и впервые появилась в «The Avengers» #257 (июль 1985).
Президент Marvel Studios Кевин Файги впервые упомянул «Стражей Галактики» в качестве потенциального фильма на San Diego Comic-Con International в 2010 году, заявив: «Есть также некоторые смутные названия, такие как „Стражи Галактики“. Я думаю, что в последнее время они были забавно переработаны в комиксах». Файги вновь высказал эту мысль в сентябрьском выпуске «Entertainment Weekly» за 2011 год, сказав, что «есть возможность сделать большую космическую эпопею, на которую „Тор“ как бы намекает, в космической стороне» Кинематографической вселенной Marvel. Файги добавил, что если фильм будет снят, то в нём будет ансамбль персонажей, как это было в «Людях Икс» и «Мстителях». На San Diego Comic-Con International 2012 Файги объявил, что фильм находится в активной разработке, и что предполагаемой датой выхода будет 1 августа 2014 года. Он сказал, что титульная команда фильма будет состоять из персонажей Звёздного Лорда, Дракса Разрушителя, Гаморы, Грута и Ракеты. В июле 2013 года режиссёр Джеймс Ганн и актёры фильма вылетели из Лондона на San Diego Comic-Con International, где выяснилось, что Карен Гиллан исполнит роль Небулы.

## Характеризация
В своём дебюте в «Стражах Галактики» Небула изображена как верный лейтенант на службе у Ронана и Таноса. О героине Гиллан сказала: «Она злодейка в фильме… Она очень садистская и злая, но мне нравится думать, что это по очень веской причине». Она также добавила: «Я думаю, что она действительно интересный персонаж. С чем мне нравится играть, так это с тем, насколько она завистливая. Она сестра Гаморы, и между ними много соперничества. Это самый интересный аспект для меня, потому что ревность может поглотить вас и сделать вас злобным и уродливым. И она настоящая садистка, так что это тоже весело». Гиллан исследовала древних спартанцев, сбрила волосы и два месяца тренировалась для этой роли. Нанесение грима персонажа занимало примерно четыре с половиной часа.
Я думаю, что во многом причина того, что Небула такая, какая она есть, заключается в Джеймсе Ганне. Он своего рода её создатель, и я думаю, что он действительно лично связан с персонажем. Я помню, когда мы снимали сцены между мной и Гаморой, он как будто плакал на репетициях и всё такое. Он так увлечён. Так что [развитие её персонажа] в значительной степени зависит от него, я бы сказала.
В ранних вариантах сценария фильма персонаж должен был быть убитым Гаморой, но режиссёры решили вернуть её в сиквеле, чтобы продолжить изучение отношений между ними. В «Стражах Галактики. Часть 2» Небула изображена как неохотный член Стражей. Гиллан заявила, что фильм продолжит изучение сестринских отношений между Небулой и Гаморой, включая их предысторию «и то, что случилось с этими двумя девочками, когда они росли, и на самом деле, как это было ужасно для них и как это разрушило их отношения», добавив: «Мы [также] начнём видеть, сколько боли [Танос] на самом деле причинил [Небуле]… мы действительно начинаем видеть эмоциональную трещину в её характере». В то время как Гиллан пришлось полностью побрить голову для первого фильма, для продолжения ей пришлось побрить голову только наполовину, убрав нижнюю часть и оставив верхнюю. Нанесение грима Гиллан занимало два с половиной часа, по сравнению с пятью часами для первого фильма.
В фильме «Мстители: Финал», после того, как её ранее показывали в качестве антагониста или антигероя, Небула проходит арку искупления, где она искупает свои прошлые действия, включая встречу с прошлой версией самой себя, при этом Гиллан добавляет, что она «смотрит в лицо своему бывшему „я“, и действительно ясно, как далеко она ушла от этого злого, печального и извращённого человека. Она начинает общаться с другими людьми и находить некоторый уровень прощения». Гиллан предположила, что Небула сыграет заметную роль в фильме, когда она поняла, что «Война бесконечности» и «Финал» будут адаптированы из сюжетной линии «The Infinity Gauntlet», которую она ранее читала, когда её первоначально выбрали на роль Небулы в «Стражах Галактики» (2014). Гиллан снялась в нескольких сценах с Робертом Дауни-мл., который изображает Тони Старка, в начале фильма, и двое импровизировали большую часть своих сцен вместе.
Небула в Кинематографической вселенной Marvel в конечном счёте эволюционирует от злодея до настоящего героя и члена Стражей Галактики, в то время как персонаж Marvel Comics изображается почти исключительно как злодейка. Ещё одним изменением в экранизации из исходного материала является внешний вид персонажа, причём изображение персонажа в КВМ в виде лысого киборга отличается от комиксного изображения персонажа в виде органического гуманоида с завитыми волосами. В комиксах не говорится, что она связана с Гаморой, и утверждала, что она является «внучкой» Таноса, что он отрицает. У неё также есть амбициозные злодейские цели в различных публикациях. Позже она интерпретируется как киборг в серии комиксов, как в серии «Nebula» (2020), как часть её официального образа в основной серии комиксов в настоящее время.

## Биография персонажа

### Ранняя жизнь
Небула — один из нескольких детей, насильственно усыновлённых Таносом. После того, как он убил её семью, она росла вместе с Гаморой и училась быть воином. Танос часто заставлял их сражаться, и Гамора всегда побеждала. В ответ Танос заменял часть Небулы кибернетической частью, превратив её в киборга.

### Преследование Таноса и Гаморы
В 2014 году Танос отправил Небулу и Гамору, чтобы помочь Ронану Обвинителю получить Камень Силы. Ронану удалось это сделать, и он предаёт Таноса, намереваясь уничтожить планету Ксандар и убить Таноса. Небула встала на его сторону против своего отца. Она сбежала с Ксандара, когда Стражи Галактики успешно предотвратили атаку Ронана. Небула позже захвачена членами расы Суверенов, когда она пыталась украсть их мощные батареи; Суверены отдали её Стражам в обмен на их услуги по защите батарей. Когда другие Стражи посещают планету отца Питера Квилла, Эго, Небула помогает Опустошителям захватить Ракету и Грута. Ей дают корабль, и она отправляется на Эго, чтобы сразиться с Гаморой. После окончательной победы над Гаморой в бою Небула выражает гнев в сторону Гаморы за то, что ей всегда нужно было быть лучше, чем она, вместо того, чтобы просто быть любящей сестрой. Она и Гамора примиряются и объединяются, чтобы бороться с Эго, в конечном счёте покидая живую планету, когда она разрушается. Затем Небула решает убить Таноса и уходит, чтобы выполнить эту миссию.

### Союз с Мстителями
Попытка Небулы убить Таноса проваливается, и вместо этого её захватывают и пытают на «Святилище II». В 2018 году Танос приводит Гамору на корабль и показывает ей Небулу, используя её, чтобы убедить Гамору раскрыть местонахождение Камня Души. После того, как Танос уходит с Гаморой, Небула сбегает и улетает на корабле на Титан, где она снова пытается убить Таноса, и встречается с Квиллом, Мантис, Драксом, Тони Старком, Питером Паркером и Стивеном Стрэнджем. Небула переживает Скачок и остаётся на Титане со Старком.
Небула и Старк покидают Титан на Бенатаре, но из-за того, что корабль оказывается повреждённым, они застревают в космосе, пока не появляется Кэрол Дэнверс, чтобы спасти их. Добравшись до Базы Мстителей на Земли, Небула воссоединяется с Ракетой и сопровождает выживших Мстителей в космос в Сад, чтобы противостоять Таносу, которого убивает Тор после того, как узнал, что Камни были уничтожены, а Небула утверждает, что слова Таноса были правдой.
Небула и Ракета, ныне члены Мстителей, работают с Дэнверс в космических миссиях. В 2023 году Небула и другие Мстители путешествуют во времени через Квантовый мир в альтернативный 2014 год. Небула отправляется с Джеймсом Роудсом на планету Мораг, где лишают сознания альтернативную версию Квилла и забирают Камень Силы. Однако альтернативная версия Небулы начинает давать сбои из-за присутствия основной Небулы, и альтернативный Танос, таким образом, узнаёт о присутствии Небулы и захватывает её. Проанализировав её воспоминания и узнав о его будущей победе и усилиях Мстителей по её отмене, альтернативный Танос отправляет альтернативную Небулу обратно в настоящее время вместо Небулы. Затем альтернативная Небула переносит альтернативного Таноса и его армию в основную линию времени, где он уничтожает Базу и приказывает альтернативной Небуле принести ему Камни Бесконечности. Небула сбегает после того, как успешно убеждает Гамору бросить Таноса, после чего Небула противостоит своей альтернативной версии и пытается убедить её сделать то же самое, но ей приходиться убить её, когда она отказывается. Небула затем присоединяется к битве против армии альтернативного Таноса и присутствует на похоронах Старка после того, как он жертвует собой, чтобы уничтожить Таноса и его силы. Позже Небула присоединяется к восстановленным Стражам Галактики и возвращается с ними в космос, где их сопровождает Тор.

## Альтернативные версии

### Операция «Хрононалёт»
В 2014 году альтернативной временной линии после тренировки с Гаморой, её и Небулу вызывает Танос, который приказывает им помочь Ронану в заполучении Камня Силы. Однако, прежде чем они смогут уйти, Небула начинает давать сбои из-за присутствия Небулы из основной линии времени. После захвата «главной» Небулы, Танос анализирует её воспоминания и узнаёт о победе своего главного «я» и усилиях Мстителей по её отмене. Затем он заменяет главную Небулу её альтернативным «я», которая отправляется обратно в настоящее в основной линии времени, чтобы подготовиться к его прибытию. Альтернативная Небула переносит альтернативного Таноса и его армию в 2023 год, после чего он уничтожает Базу Мстителей и приказывает Небуле принести ему Камни Бесконечности. Пытаясь сделать это, Небула сталкивается со своей главной версией и Гаморой, которые пытаются убедить её бросить Таноса. Однако она отказывается, и её убивает главная Небула.

### Анимационный сериал «Что, если…?»
Небула, озвученная Карен Гиллан, появилась в первом и втором сезонах анимационного сериала Disney+ «Что, если…?» в виде нескольких альтернативных версий самой себя:

#### Работа со Звёздным Лордом Т’Чаллой
Альтернативная версия Небулы существует в альтернативной линии времени, где Т’Чалла стал Звёздным Лордом. У неё отсутствуют кибернетические части тела, за исключением левого глаза, и показано, что у неё полностью отросшие светлые волосы. У неё также более позитивные, более здоровые отношения с её приёмным отцом Таносом (который, в этой реальности был исправлен с помощью Т’Чаллы). Небула нанимает Т’Чаллу, чтобы украсть Угольки Бытия у Коллекционера, а она также любит Т’Чаллу, которого она называет «Ча-Ча». Она также является членом Опустошителей, и после кражи Угольков, она посещает Ваканду вместе с ними.

#### Посещение вечеринки Тора
В неизвестном году альтернативной временной линии Небула присутствует на вечеринке Тора, где она играет в азартные игры в Лас-Вегасе и просит Корга подуть в кости. Позже, когда он просит гостей помочь навести порядок на Земле, Небула и гости игнорируют его, но они передумывают, когда слышат, что приближается Фригга.

#### Служба в Корпусе Нова
В 2014 году альтернативной временной линии Ронан Обвинитель, завладев Камнем силы, убивает Таноса, а выброшенную в космос Небулу находит Корпус Нова и вербует её. Во время атаки Ронана на Ксандар Ирани Раэль / Нова Прайм активирует защитные щиты и изолирует планету. Небула расследует дело об убийстве Йонду и понимает, что кто-то хочет отключить щиты. Она проникает в тюрьму и устраивает побег Йон-Рогга. Вместе они проникают в ядро Ксандара, но Йон-Рогг оказывается предателем, работающим на Нову Прайм, которая сговорилась с Ронаном и решила сдать ему Ксандар. Повреждённая Небула находит помощь у Утки Говарда, и они вместе с Грутом, Коргом и Миком нападают на Нову Прайм и её пособников. При открытии щита выясняется, что Небула его перепрограммировала, и он сразу же закрывается, уничтожив корабль Ронана. Небула побеждает Нову Прайм и окончательно открывает щит.

## Реакция
Джейкоб Столворти из The Independent считал, что у персонажа были «все задатки винтажного персонажа Marvel», но он был «немного изменён». Майлз Суррей из The Ringer, тем временем, похвалил персонажа, сказав, что «внутренний конфликт Небулы является одной из самых увлекательных и убедительных нитей, которые КВМ раскрутила за свои 20 с лишним выпусков», и что персонаж «разительно отличался практически от всех в КВМ» как злодей, ставший героем. Ричард Ньюби из «The Hollywood Reporter» также высоко оценил изображение персонажа, описывая её как «одно из наиболее значимых соображений о том, что значит быть и Мстителем, и человеком», полагая, что её история является «одним из лучших и самых вдохновляющих мифов Кинематографической вселенной Marvel».

### Награды и номинации
| Год  | Премия                                     | Категория                    | Работа             | Результат | Прим.         |
| ---- | ------------------------------------------ | ---------------------------- | ------------------ | --------- | ------------- |
| 2014 | Общество кинокритиков Детройта             | Лучший ансамбль              | «Стражи Галактики» | Победа    | [ 33 ]        |
| 2014 | Общество кинокритиков Невады               | Лучший актёрский состав      | «Стражи Галактики» | Победа    | [ 34 ]        |
| 2014 | Общество кинокритиков Финикса              | Лучший актёрский состав      | «Стражи Галактики» | Номинация | [ 35 ]        |
| 2015 | Ассоциация кинокритиков центрального Огайо | Лучший ансамбль              | «Стражи Галактики» | Номинация | [ 36 ]        |
| 2015 | «Империя»                                  | Лучший женский дебют         | «Стражи Галактики» | Победа    | [ 37 ] [ 38 ] |
| 2019 | «Сатурн»                                   | Лучшая актриса второго плана | «Мстители: Финал»  | Номинация | [ 39 ]        |

## Комментарии
1. ↑  Поставлена и улучшена Ракетой.